# Hervé Hasquin
Hervé Hasquin, né le 31 décembre 1942 à Charleroi, est un universitaire, historien et homme politique belge membre du Mouvement réformateur (MR).
Fils du journaliste René-Pierre Hasquin, il est docteur en lettres et en philosophie diplômé de l'université libre de Bruxelles (ULB). Entre 1982 et 1995, il est l'un des principaux responsables de l'ULB. Ce franc-maçon spécialiste du XVIIIe siècle et de l'histoire des religions crée en 1983 la chaire Théodore Verhaegen, première chaire universitaire dédiée à la maçonnologie.
Il participe en 1976 à la fondation du Parti réformateur libéral (PRL), dont il sera notamment vice-président et secrétaire général. Il est élu sénateur en 1987, puis député régional bruxellois deux ans plus tard. Après les élections régionales de 1999, il devient ministre-président de la Communauté française de Belgique à la tête d'une « coalition arc-en-ciel ».
Ayant cédé le pouvoir à la socialiste Marie Arena en 2004, il siège comme député fédéral jusqu'en 2007 et met un terme à sa carrière politique. Il sera ensuite secrétaire perpétuel de l'Académie royale des sciences, des lettres et des beaux-arts de Belgique entre 2008 et 2018, et président du Centre pour l'égalité des chances de 2008 à 2011.

## Origines et jeunesse
Né le 31 décembre 1942 à Charleroi, Hervé Hasquin est le fils du journaliste et écrivain René-Pierre Hasquin, qui sera notamment directeur commercial du Journal-l'Indépendance, propriété de la Fédération générale du travail de Belgique (FGTB) et fondateur du magazine carolorégien Le Métropolitain.
Il s'inscrit à l'université libre de Bruxelles (ULB), à la faculté de philosophie et lettres, section Histoire. Il obtient sa licence en 1964. Après avoir passé son agrégation de l'enseignement secondaire supérieur en 1965, il accomplit entre 1967 et 1968 son service militaire obligatoire.
En 1970, il décroche son doctorat en philosophie et lettres (histoire), devenant alors chargé de recherche au Fonds national de la recherche scientifique (FNRS) et historien.

## Carrière universitaire
À partir de cette même année, Hervé Hasquin enseigne à l'université libre de Bruxelles (ULB),.
Il est promu chercheur qualifié au FNRS en 1974, devenant en parallèle vice-recteur délégué aux Affaires étudiantes de l'ULB, où il est professeur extraordinaire à temps partiel. Ayant dirigé entre 1975 et 1976 les tomes historiques de La Wallonie, le Pays et les Hommes, il obtient en 1977 un poste à titre définitif à l'ULB et quitte donc le FNRS. L'année 1979 le voit accéder au rang de professeur ordinaire et aux fonctions de président de la faculté de philosophie et lettres,.
Il est nommé en 1982 recteur de l'université libre de Bruxelles. Franc-maçon, il crée l'année suivante la chaire Théodore Verhaegen, nommée en référence au fondateur de l'ULB et première chaire universitaire dédiée à la maçonnologie, avec le soutien du Grand Orient de Belgique,. Il est porté en 1986 à la présidence du conseil d'administration de l'université.

## Parcours politique

### Parlementaire
Hervé Hasquin compte en 1976 parmi les fondateurs du Parti des réformes et de la liberté de Wallonie (PRLW), devenu trois ans plus tard le Parti réformateur libéral (PRL). Il en devient vice-président en 1986.
À l'occasion des élections législatives anticipées du 13 décembre 1987, il remporte à 44 ans son premier mandat électoral en tant que sénateur du Brabant. Il est désigné dans le même temps président de l'Institut d'étude des religions et de la laïcité de l'université libre.
Il postule aux élections régionales du 18 juin 1989 dans la région de Bruxelles-Capitale et remporte un siège de député au Conseil. Ayant confirmé sa présence au Sénat à l'occasion des élections législatives du 24 novembre 1991, il est choisi par ses pairs bruxellois comme chef du groupe PRL au Conseil de Bruxelles-Capitale, qui siège dans l'opposition. Il quitte l'année suivante son poste de secrétaire général du PRL,.

### Responsable exécutif
À la suite des élections régionales du 21 mai 1995, l'alliance PRL-Front démocratique des francophones (PRL-FDF) entre dans la majorité régionale avec les socialistes francophones, et les chrétiens-démocrates et les nationalistes flamands. Au sein du gouvernement de Charles Picqué, Hervé Hasquin exerce les fonctions de ministre de l'Aménagement du territoire, des Travaux publics et du Transport, et de président du collège de la Commission communautaire française (COCOF). Alors seul libéral détenteur d'un poste ministériel dans toute la Belgique, il siège également au Conseil de la Communauté française.
Les élections régionales du 13 juin 1999 permettent au PRL-FDF de devancer d'un seul siège le Parti socialiste (PS) à l'assemblée de la Communauté française. Ayant établi au niveau communautaire une « coalition arc-en-ciel » identique à celle formée au niveau fédéral, Hervé Hasquin devient le 22 juillet ministre-président à l'âge de 57 ans. Il est élu conseiller communal de Silly, dans le Hainaut, à l'occasion des élections du 8 octobre 2000, puis porté à la présidence du CPAS.
Il postule aux élections fédérales du 18 mai 2003 en tête de liste du Mouvement réformateur (MR), qui a pris la suite de la coalition PRL-FDF, dans le Hainaut. Bien qu'il totalise 28 531 préférences, il ne siège pas à la Chambre des représentants, étant empêché du fait de ses responsabilités à la Communauté française.

## Fin de vie politique
Hervé Hasquin doit céder la présidence de la Communauté française à la socialiste Marie Arena après les élections régionales de juin 2004, et prend en conséquence acte de son mandat de député fédéral. Il est nommé en 2005 administrateur du Centre Jean Gol, centre d'études du Mouvement réformateur, puis réélu l'année suivante au conseil communal de Silly : troisième de la « liste du bourgmestre PS-MR », il en réalise le cinquième score personnel avec 442 suffrages.
Lors de cette même année 2006, il renonce à présider l'Institut des religions et de la laïcité de l'université libre de Bruxelles. Il ne se représente pas aux élections fédérales de 2007. En 2008, il abandonne la direction du Centre Jean Gol, devient secrétaire perpétuel de l'Académie royale des sciences, des lettres et des beaux-arts de Belgique et président du Centre pour l'égalité des chances et la lutte contre le racisme.
Démissionnant de cette dernière responsabilité en 2011, il renonce à un troisième mandat d'élu municipal à Silly l'année qui suit, puis à ses fonctions au sein de l'Académie royale en 2018.

## Distinctions

### Scientifiques
- 1977 : Prix des Alumni (Fondation universitaire)
- 1981 : Prix littéraire du Conseil de la Communauté française
- 1990 : Prix Eugène Lameere (1985-1990) de l'Académie royale des sciences, des lettres et des beaux-arts de Belgique
- 1992 : Docteur honoris causa de l'université Babeş-Bolyai de Cluj-Napoca
- 1996 : Socio de Honor de l'université pontificale de Comillas de Madrid
- 2000 : Sociétaire honoris causa de l'Académie européenne des sciences et des arts
- 2002 : Membre de l'Académie royale des sciences, des lettres et des beaux-arts de Belgique
- 2009 : Membre correspondant de la classe des sciences historiques et philosophiques de l'Académie toscane des sciences et des lettres « La Colombaria » de Florence
- 2014 : Académicien - correspondant étranger de l'Académie des sciences de Lisbonne

### Honorifiques
- Commandeur de l'ordre de Léopold II en 1984.
- Commandeur de l’ordre du Lion (Sénégal) en 1987.
- Chevalier de la Légion d'honneur en 1989.
- Commandeur de l'ordre de Léopold en 1995.
- Grand officier de l'ordre de Léopold en 1999.
- Grand-croix de l'ordre de la Couronne en 2004.
- Commandeur du Mérite wallon (C.M.W.) en 2011.
- Commandeur de l'ordre des Palmes académiques en 2013[11].
- Commandeur de l’Ordre « Le mérite culturel » (Roumanie) en 2015.
- Officier de l’Ordre du Mérite de la République polonaise en 2015.

## Publications

### Auteur ou coauteur
- Une mutation : le « Pays de Charleroi » aux XVIIe et XVIIIe siècles. Aux origines de la Révolution industrielle en Belgique, Bruxelles, Éditions de l'Institut de sociologie, ULB, 1971 (publié avec le concours de la Fondation universitaire).
- L'Intendance du Hainaut en 1697, Édition critique du Mémoire « pour l'instruction du duc de Bourgogne », Paris (Bibliothèque nationale), 1975 (Comité des travaux historiques et scientifiques).
- Les "Réflexions sur l'état présent du commerce, fabriques et manufactures des Pays-Bas autrichiens" (1765) du négociant bruxellois Nicolas Bacon (1710-1779), Conseiller député aux affaires du Commerce, Bruxelles, Commission royale d'histoire, 1978.
- Historiographie et politique. Essai sur l'histoire de Belgique et la Wallonie, Charleroi, 1981 (éd. Institut Jules Destrée); 2e éd. revue, 1982.
- Historiographie et politique en Belgique, 3e éd. revue et augmentée, Bruxelles-Charleroi, 1996 (Éd. Univ. Bruxelles - Institut J. Destrée).
- Églises et Sociétés d'aujourd'hui, Bruxelles, Éditions de l'Université de Bruxelles (col. Laïcité, série Actualités no 4, 1986.
- La Wallonie. Son histoire, Bruxelles, éd. Luc Pire, 1999.
- Les Séparatistes wallons et le gouvernement de Vichy (1940-1943). Une histoire d’Omerta, Bruxelles, Académie royale de Belgique, 2004.
- Louis XIV face à l'Europe du Nord, Bruxelles, Racine, 2005.
- Joseph II, catholique anticlérical et réformateur impatient, Bruxelles, Racine, 2007.
- Population, commerce et religion au siècle des Lumières, Bruxelles, Éditions de l'Université  de Bruxelles (Études sur le XVIIIe siècle, HS 12), 2008.
- Les Catholiques belges et la franc-maçonnerie, Waterloo, Belgique, Avant-Propos, 2011.
- Les pays d'Islam et la franc-maçonnerie, Bruxelles, Académie royale de Belgique, 2013.
- Diplomate et espion autrichien dans la France de Marie-Antoinette, le comte de Mercy-Argenteau (1727-1794), Avant-propos, Waterloo, 2014.
- Déconstruire la Belgique ? Pour lui assurer un avenir ?, Bruxelles, Académie royale de Belgique, 2014.
- Le soi-disant « Gladio belge », Bruxelles, Académie royale de Belgique, 2016.
- Inscrire la laïcité dans la Constitution belge ?, Bruxelles, Académie royale de Belgique, 2016.
- Trois siècles de franc-maçonnerie… et après ? Entretiens avec E. Caekelberghs, Marcinelle, Ed. du CEP, 2017.
- Les « bleus » de la mémoire : parcours d’un homme libre, Liège, Absolute Books, 2019.
- Une maîtresse-femme. Marie-Thérèse d’Autriche (1717-1780), Bruxelles, Académie royale de Belgique, 2019.
- Œillères rouges. Complaisances intellectuelles avec les régimes totalitaires de gauche, Bruxelles-Mons, La Pensée et les Hommes, Ed. du CEP, 2021.
- Léopold III de Belgique. Le roi de l’aveuglement (1934-1945), Mons, Ed. du CEP, 2023.
- Effacement de Léopold III (1945-1951). Comédie politique belge et frères ennemis, Mons, Ed. du CEP, 2024.

### Directeur ou codirecteur
- La Wallonie. Le Pays et les hommes. Histoire, économies, sociétés, Bruxelles, 1979-1980, 2 tomes.
- Histoire de la laïcité, principalement en Belgique et en France, La Renaissance du Livre, Bruxelles, 1979; 2e éd. revue, Éditions de l'Université de Bruxelles, 1981.
- Communes de Belgique. Dictionnaire d'Histoire et de géographie administrative, Crédit Communal de Belgique et Renaissance du Livre, Bruxelles, 1980-1982, 4 vol. (aussi en version néerlandaise)
- Histoire et historiens depuis 1830 en Belgique, Revue de l'Université de Bruxelles, Bruxelles, 1981 (nos 1-2); 2e éd. revue, 1982.
- Hommages à la Wallonie, Mélanges d'histoire, de littérature et de philologie wallonnes offerts à Maurice A. Arnould et Pierre Ruelle, Éditions de l'Université de Bruxelles, Bruxelles, 1981.
- Visages de la franc-maçonnerie belge du XVIIIe au XXe siècle, Éditions de l'Université de Bruxelles, Bruxelles, 1983.
- Magie, sorcellerie, parapsychologie, Éditions de l'Université de Bruxelles, Bruxelles, 1984.
- La Belgique autrichienne, 1713-1794 : les Pays-Bas méridionaux sous les Habsbourg d’Autriche, Crédit communal, Bruxelles, 1987. (aussi en version néerlandaise)
- Dictionnaire d'Histoire de Belgique : Vingt siècles d'institutions. Les hommes. Les faits, Didier Hatier, Bruxelles, 1988; 2e éd. revue et augmentée : Dictionnaire d'histoire de Belgique. Les hommes, les institutions, les faits, le Congo belge et le Ruanda-Urundi, Namur, 2000.
- Le Libéralisme en Belgique. Deux cents ans d'histoire, Delta et Centre Paul Hymans, Bruxelles, 1989. (aussi en version néerlandaise)
- La Belgique française 1792 - 1815, Crédit Communal, Bruxelles, 1993 (aussi en version néerlandaise).
- Histoire de la laïcité en Belgique, Bruxelles, Espace de Libertés, coll. "Laïcité", 364 p.,  (ISBN 2-930001-14-3).
- L'Académie impériale et royale de Bruxelles. Ses académiciens et leurs réseaux intellectuels au XVIIIe siècle, Académie royale de Belgique, Bruxelles, 2009.
- Aedes Academiarum. Les Académies et leur palais, Racine, Bruxelles, 2010.